# الخشة
قرية الخشة هي إحدى القرى التابعة لمركز مشتول السوق في محافظة الشرقية في جمهورية مصر العربية. حسب إحصاءات سنة 2006، بلغ إجمالي السكان في الخشة 4084 نسمة، منهم 2057 رجل و2027 امرأة.

## التاريخ
قرية الخشة من القرى القديمة، حيث وردت باسم «الخُشة» من أعمال القليوبية في كتاب «التحفة السنية في أسماء البلاد المصرية» لابن الجيعان الذي حصر القرى المصرية بعد الروك الناصري الذي أجراه السلطان المملوكي الناصر محمد بن قلاوون سنة 715هـ/1315م، وقال ابن الجيعان أنها من كفور سنهور. وفي العصر العثماني وردت باسم «الخشة» في التربيع العثماني الذي أجراه الوالي العثماني سليمان باشا الخادم في عصر السلطان العثماني سليمان القانوني ضمن قرى ولاية الشرقية، وفي تاريخ 1228هـ/1813م الذي عدّ قرى مصر بعد المسح الذي قام به محمد علي باشا باسم «الخشة» ضمن قرى مديرية الشرقية.